# Albert Verwey
Albert Verwey, officieel: Verweij (Amsterdam, 15 mei 1865 – Noordwijk aan Zee, 8 maart 1937) was een Nederlandse letterkundige (dichter, essayist en vertaler).

## Levensloop; De Nieuwe Gids

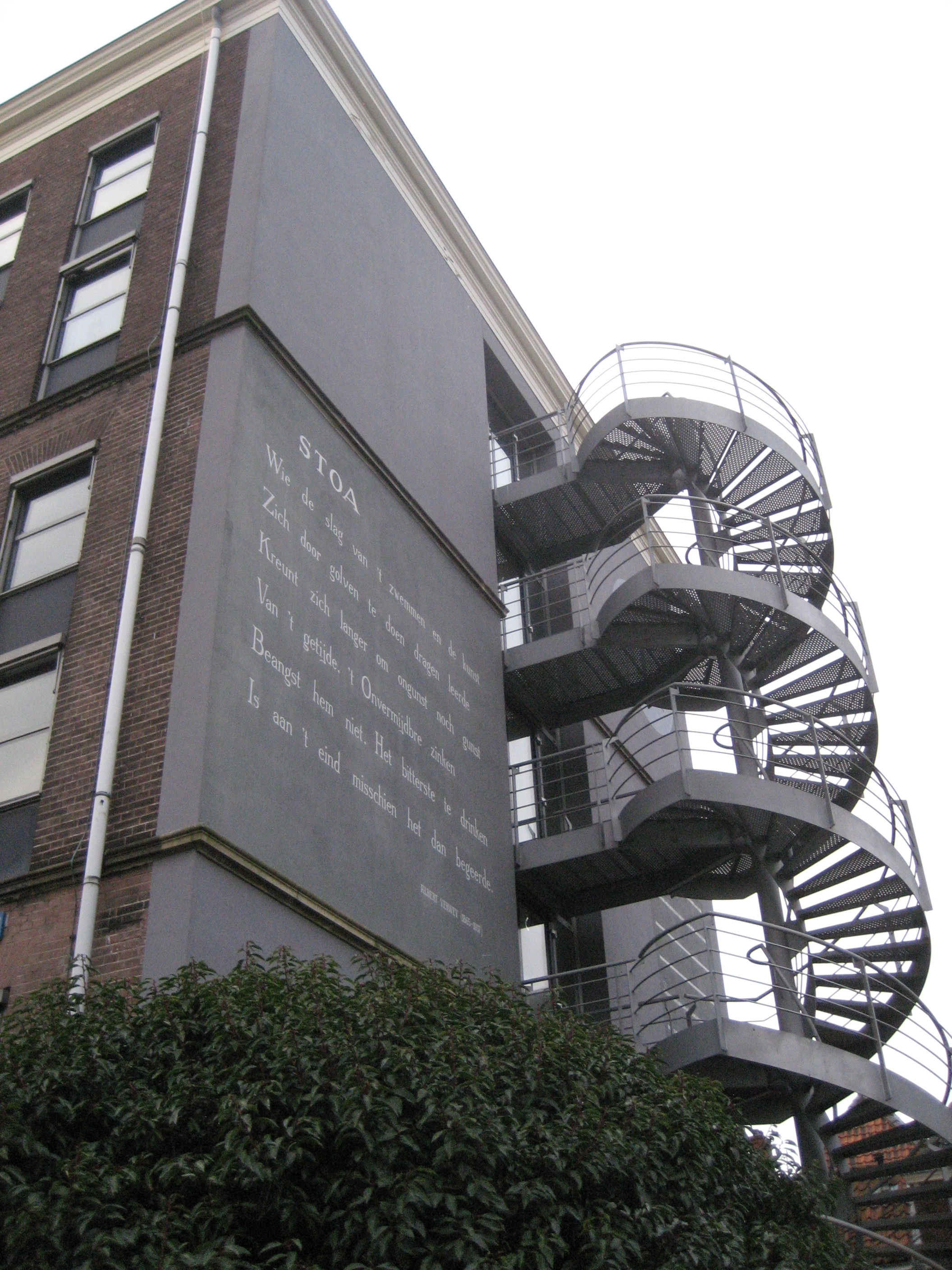
Gedicht 'Stoa' op een muur in Leiden

Albert Verwey was de zoon van de Amsterdamse meubelmaker Jan Verweij en Wilhelmina van der Vijgh en een oudere broer van Margaretha Verwey. Nadat hun moeder in 1871 was overleden, hertrouwde zijn vader zeven maanden later met Gepke Helder en in 1876 met Leentje Hesta. In 1878 stierf ook zijn vader aan de tering. Toen de compagnon Verwey's zaak overnam, verhuisde de familie naar de Noordermarkt. Albert Verwey studeerde vlijtig Duits en wist ook andere kennis uit te breiden. In 1880 vertaalde hij gedichten van Samuel Coleridge, Byron, Shelley, Racine en Goethe. Zijn leraar Nederlands aan de 5-jarige HBS, Dr. Willem Doorenbos, die in Verweys eerste proeve van poëzie een opmerkelijk talent meende te herkennen, bracht hem in contact met een oud-leerling, Frank van der Goes. Deze stelde hem op zijn beurt in december 1881 voor aan Willem Kloos, die zich terstond als Verweys mentor opwierp. Kloos was min of meer de voorman van de literaire beweging van de Tachtigers, een letterkundige beweging die het principe van L'art pour l'art voorstond.  Albert Verwey werd lid van het literair dispuut (literaire debatingclub) Flanor, waar de Tachtigers elkaar onmoetten, en hield er voordrachten van zijn werk. De 17-jarige debuteerde met het gedicht ‘De Roze’; hij deed eindexamen in juli.
In 1885 werd hij ingeloot voor militaire dienst; Albert, slechts 1.70m en grijze ogen, vond een plaatsvervanger (remplaçant). In hetzelfde jaar is Verweij geportretteerd door Jan Veth. Met deze twee en enkele andere letterkundigen richtte Verwey het tweemaandelijkse literaire tijdschrift De Nieuwe Gids op, waarvan de eerste aflevering in oktober 1885 verscheen, en waaraan Verwey behalve als redacteur ook als redactiesecretaris meewerkte.  Verwey studeerde Latijn en behaalde zijn gymnasiumdiploma in 1889. Na een conflict met Kloos, een zware alcoholist die jaloers werd toen Verwey zich verloofde, verliet hij in 1889 de redactie van De Nieuwe Gids.
In 1890 huwde hij Kitty van Vloten (1867-1945), dochter van de destijds bekende literator en theoloog Johannes van Vloten (1818-1883), en vestigde zich in Noordwijk. Het verschijnen van Verweys driedelige Verzamelde Gedichten op 24-jarige leeftijd in 1889 (overigens met een vertaling van werk van Marlowe) betekende geenszins dat hij daarna stilviel. Integendeel, tot zijn dood behoorde hij tot de productiefste letterkundigen van de eerste helft van de 20e eeuw.

## Tweemaandelijks Tijdschrift / De XXe Eeuw

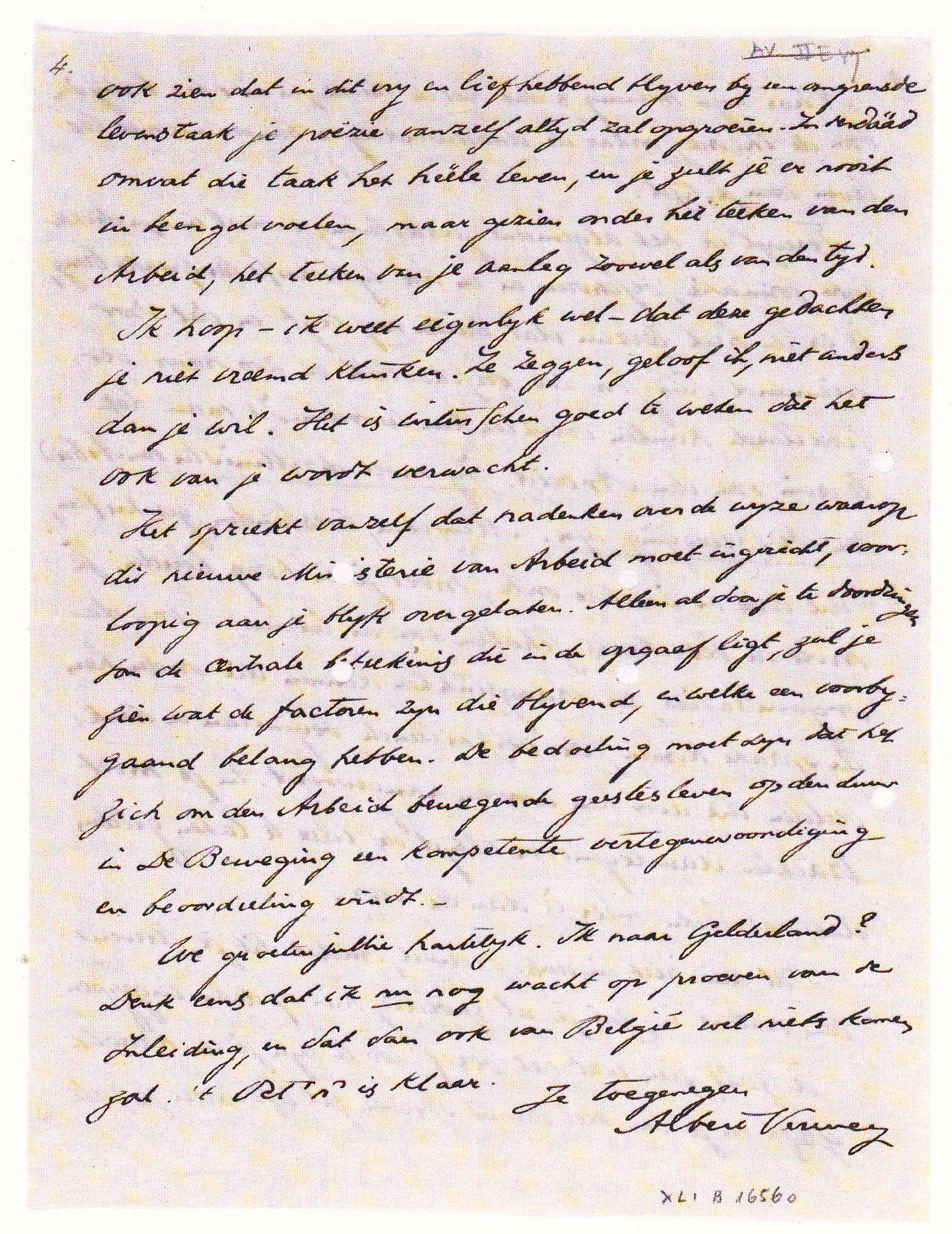
Handschrift van Verwey
-brief aan I.P. de Vooys (1905)

Contact met zijn generatiegenoten verloor hij al evenmin. Toen De Nieuwe Gids na jaren van interne strijd tussen de redactieleden en de leegloop van prominente medewerkers die daarvan het gevolg was, aan kwaliteit inboette, richtte Verwey samen met Lodewijk van Deyssel het Tweemaandelijksch Tijdschrift voor letteren, kunst, wetenschap en politiek op (1ste aflevering september 1894), dat in 1902 werd omgedoopt in het maandelijks verschijnende De XXe Eeuw (in 1909 gefuseerd met De Nieuwe Gids).
In deze periode ontstond ook het contact met Stefan George, waarover hij na diens dood een boek schreef: Mijn verhouding tot Stefan George, Herinneringen uit de jaren 1895-1928 (1934). Hij hielp bijvoorbeeld Stefan George bij de Nederlandse vertaling van enkele verzen die in canto 26 uit het Vagevuur van Dantes Divina Commedia door Arnaut/Arnaldo Daniello in het Provençaals (in plaats van het Italiaans) uitgesproken worden. Toen zijn eigen Dante-vertaling af was (1923), bezorgde hij George een exemplaar van het werk; George was in 1901 zelf ook aan een Dante-vertaling begonnen.

## De Beweging

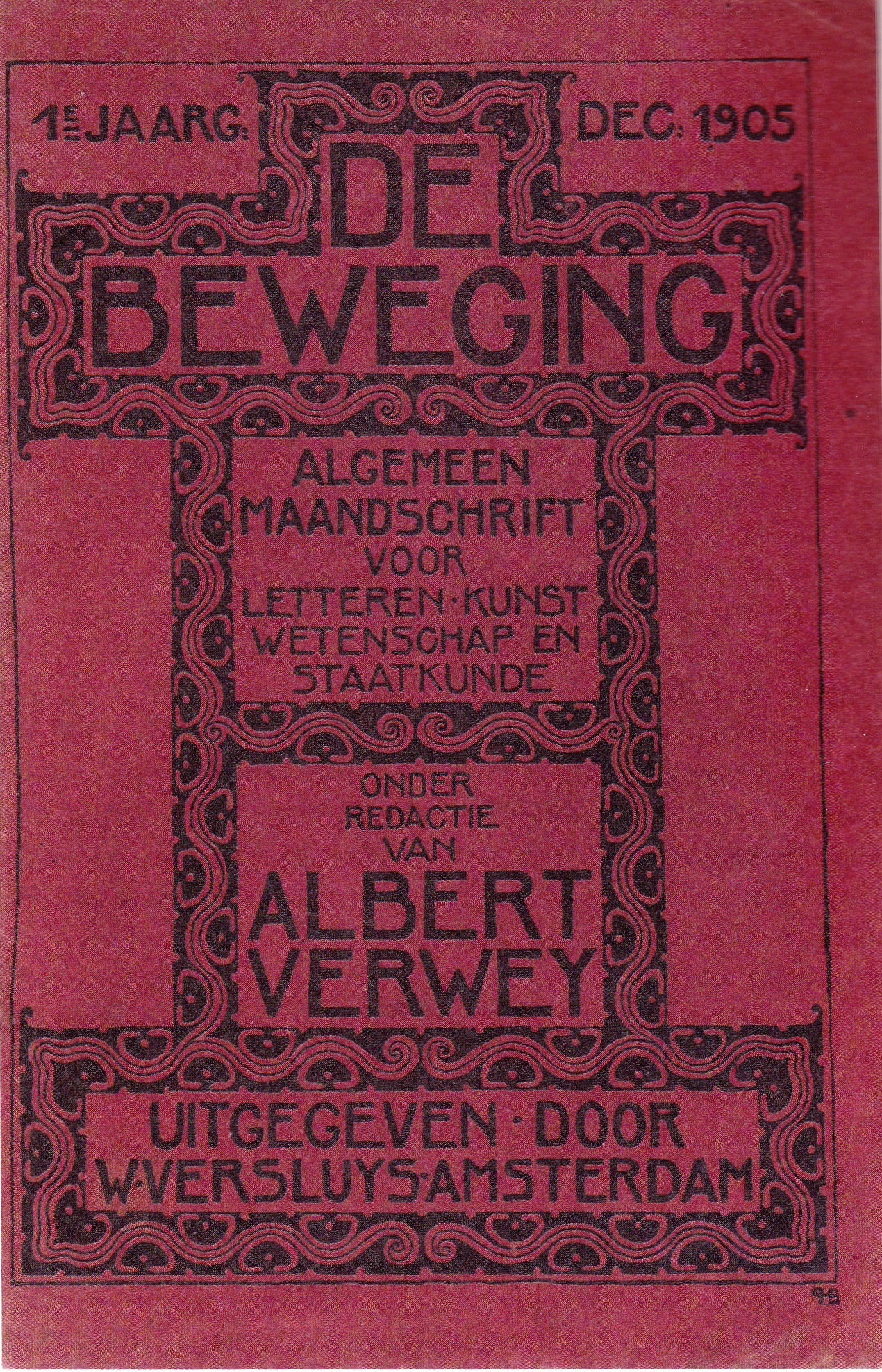
De Beweging (1905). Omslagontwerp door H.P. Berlage

Een conflict over de te volgen koers van De XXe Eeuw noopte Verwey in 1904 uit de redactie te stappen, die hij vanaf de oprichting van het Tweemaandelijksch Tijdschrift samen met Van Deyssel had gevormd, en een eigen tijdschrift op te richten: De Beweging, algemeen maandschrift voor letteren, kunst, wetenschap en staatkunde. De Beweging keerde zich af van impressionistische en naturalistische kunstopvattingen en droeg, in navolging van het Tweemaandelijks Tijdschrift, een algemeen cultureel karakter. In januari 1905 verscheen het eerste nummer. Aanvankelijk was Verwey de enige redacteur, maar in 1908 werd de redactie uitgebreid met onder meer de architect Berlage.
Verhoudingsgewijs publiceerde De Beweging veel poëzie: behalve van Verwey zelf, vindt men in de jaargangen bekende namen terug van Van Eyck, Bloem, Van Vriesland, Nijhoff en Marsman; Verwey bleef echter de centrale figuur die de toon bepaalde met boekbesprekingen, essays en kritische artikelen over poëzie, ook internationaal: Verwey werd in die tijd sterk beïnvloed door dichters als de Duitser Stefan George. Het tijdschrift zou tot 1919 blijven bestaan.
Verweys poëzie lijkt soms eenvoudig, dan weer ontoegankelijk en raadselachtig. "Toon" en "klank", geënt op de "van binnenuit inspirerende idee" waren sleutelbegrippen in zijn poëzie, in een niet onbelangrijk deel waarvan de nauwe verwantschap die hij zag tussen literaire kunst en andere uitingen van artisticiteit en scheppingsdrang, vooral de schilderkunst van de 17e eeuw, doorklinkt, een overtuiging, waardoor Verwey zich ook in zijn werk als criticus heeft laten leiden. Weliswaar viel er af en toe enige discrepantie tussen hoogdravende titels (De Nieuwe Tuin; De Kristaltwijg; Het Blank Heelal; De Weg Van Het Licht; De Getilde Last; Het Lachende Raadsel) en inhoud van zijn verzenbundels te bespeuren, en werd de kring van dichters en andere kunstenaars rond zijn tijdschrift "De Beweging" soms schamper als de "Noordwijker Kamer" aangeduid, maar daar stonden zijn gedegen studies van Vondel, Potgieter, Bilderdijk of Spieghel tegenover. Verwey vertaalde ook werk van Shelley, Hofmannsthal en anderen in "Poëzie in Europa" (1920). Zijn essays over "mensen en stromingen" uit de eerste decennia van de 20e eeuw zijn gebundeld in tien delen "Proza" (1921-23).
In de periode van "De Beweging" was Verwey ongetwijfeld een van de meest gezaghebbende figuren binnen de Nederlandse letteren. Van de Groningse Universiteit ontving hij in 1914 een eredoctoraat, hoewel hij zich altijd, bij gebrek aan een voltooide academische studie, met al dan niet gespeelde bescheidenheid autodidact is blijven noemen.

## Beurs van Berlage

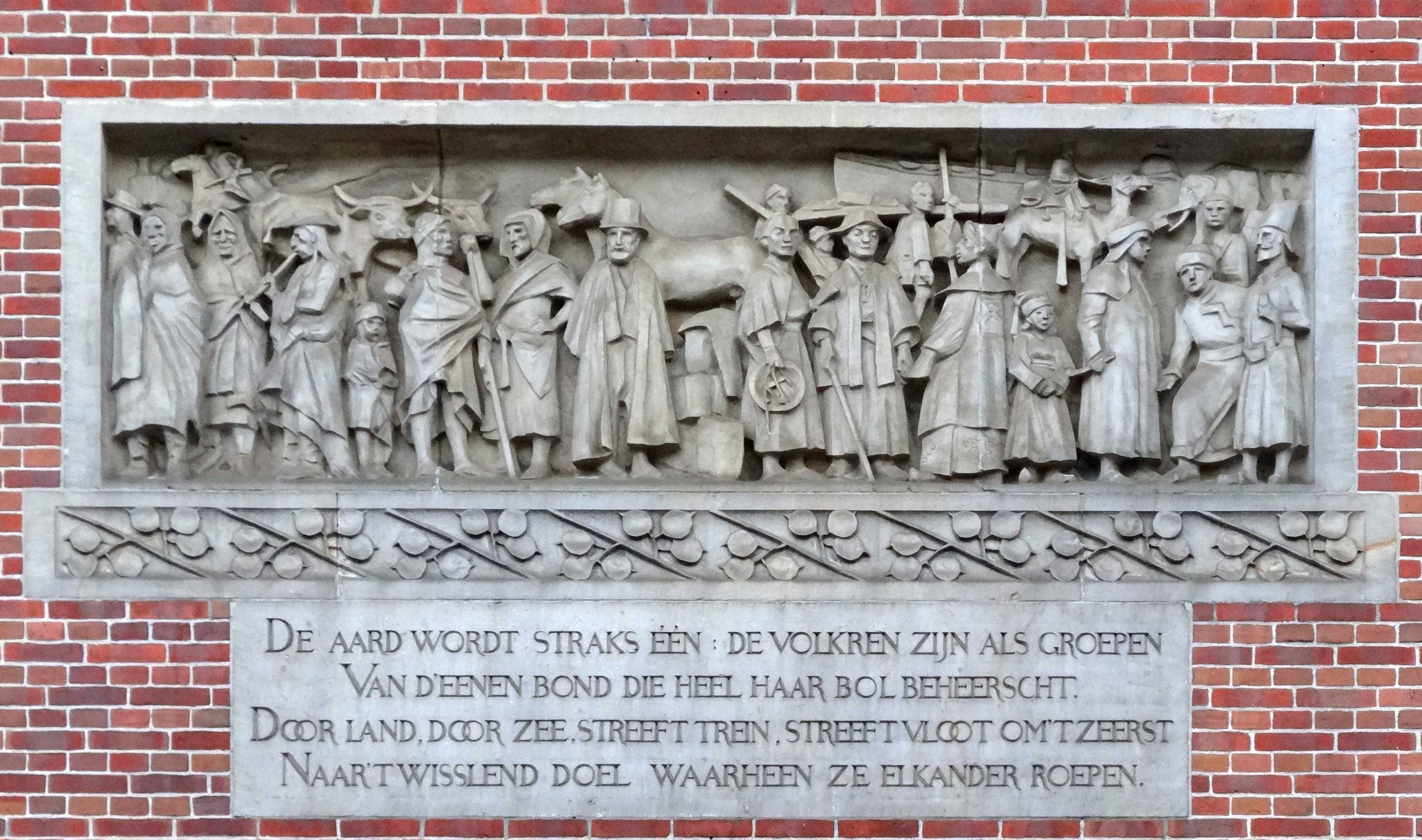
Een van de gedichten van Verwey op het beursgebouw

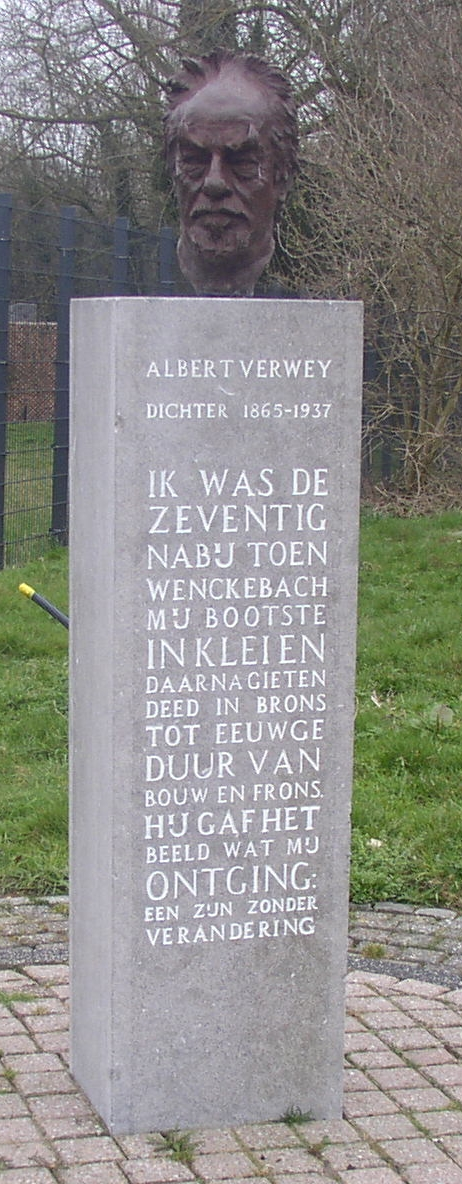
Buste van Verwey in Noordwijk

Rond de eeuwwisseling was Verwey nauw betrokken bij de totstandkoming van de nieuwe Koopmansbeurs (1898-1903) van Amsterdam (Beurs van Berlage). Berlage had Verwey gevraagd het decoratieprogramma van de Beurs te coördineren. Hierdoor kreeg Verwey - naast Berlage - een bepalende invloed bij de totstandkoming van dit Gesamtkunstwerk.
Verwey en Berlage werkten hierin samen met andere vooraanstaande kunstenaars: Toorop, Roland Holst, Mendes da Costa, Derkinderen en Zijl.
Verwey baseerde het programma op twee thema's: 1. Amsterdam als belangrijke handelsstad en 2. Het streven naar een klasseloze maatschappij waarin geld geen rol meer speelt. Voor verschillende ruimtes maakte hij gedichten, veelal in de vorm van kwatrijnen. Deze gedichten verhalen over de specifieke functie van de ruimte én geven blijk van een idealistische kijk op de toekomst. De tekst boven de entree aan het Beursplein geeft dit bijvoorbeeld goed weer:
Als voorhoofd strekt de steen op de ingangsbogen
't Verstand des handels breke in heldre lijn
Daaruit: Tusschen zoo mensch als dingen zijn
Veel omgangsdaden die 't bestaan beoogen.
Ook de twee intrigerende regels op de klokkentoren van de Beurs zijn van Verwey:
Duur uw uur - Beidt uw tijd.

## Leidse periode
Van 1924 tot 1935 was Verwey hoogleraar Nederlandse letterkunde aan de Rijksuniversiteit Leiden. Hoewel zijn colleges slechts de intentie hadden te worden aangehoord, was er toch van enige interactie sprake doordat hij zijn studenten de gelegenheid gaf tot voordrachten of spreekbeurten. Hij begeleidde tien promovendi onder wie zijn vaste onderwijsassistente Miep Bouvy, over het werk van A.L.G. Bosboom-Toussaint, en Geert Kazemier over Het vers van Hooft.
In Noordwijk aan Zee, op de plaats waar hij tussen 1928 en 1935 regelmatig op de tram wachtte naar Leiden, staat sinds 1976 een borstbeeld van hem. (In de jaren dertig gemaakt door Oswald Wenckebach, een bronzen kopie van een kop van Albert Verwey uit een museum in Rotterdam.) Ook was Verwey lid van Commissie-Marchant, die in de jaren dertig een spellingvernieuwing voorbereidde.
Verweys laatste grote werk was een nieuwe uitgave van Vondel (1937). Postuum verscheen nog zijn studie over Frederik van Eeden (1939), die dateerde uit de tijd van zijn professoraat. Ook na zijn emeritaat ontwikkelde hij in zijn laatste levensjaren nog een koortsachtige activiteit, die deels politiek geëngageerd was, waarvan de "tijdsgedichten" uit de jaren van de opkomst van het fascisme in Duitsland getuigen. Verwey publiceerde soms onder pseudoniem; bekend zijn: Homunculus, Alan Lichtenberger, A. de Mare, M. Wenke. Het Verwey-Archief bevindt zich in de Bibliotheek van de Universiteit van Amsterdam.
In 2011 werd het graf van Verweij op de Algemene Begraafplaats te Noordwijk gerestaureerd in opdracht van een fonds, dat door de Nederlandse Boekverkopersbond en het Prins Bernhard Cultuurfonds is gesticht om de graven van belangrijke literatoren in stand te houden.

## Selectie uit het werk

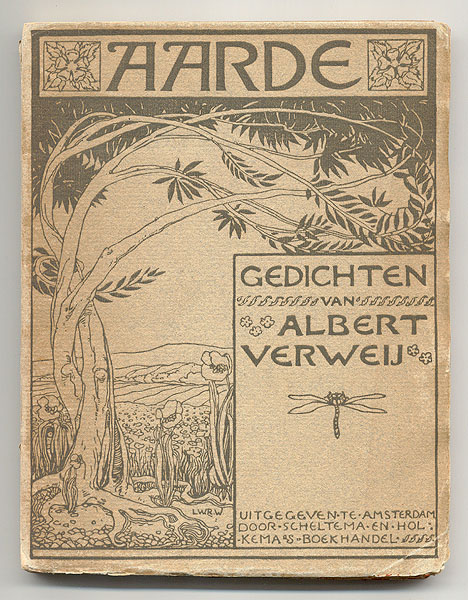
Aarde (1896). Bandontwerp: L.W.R. Wenckebach.

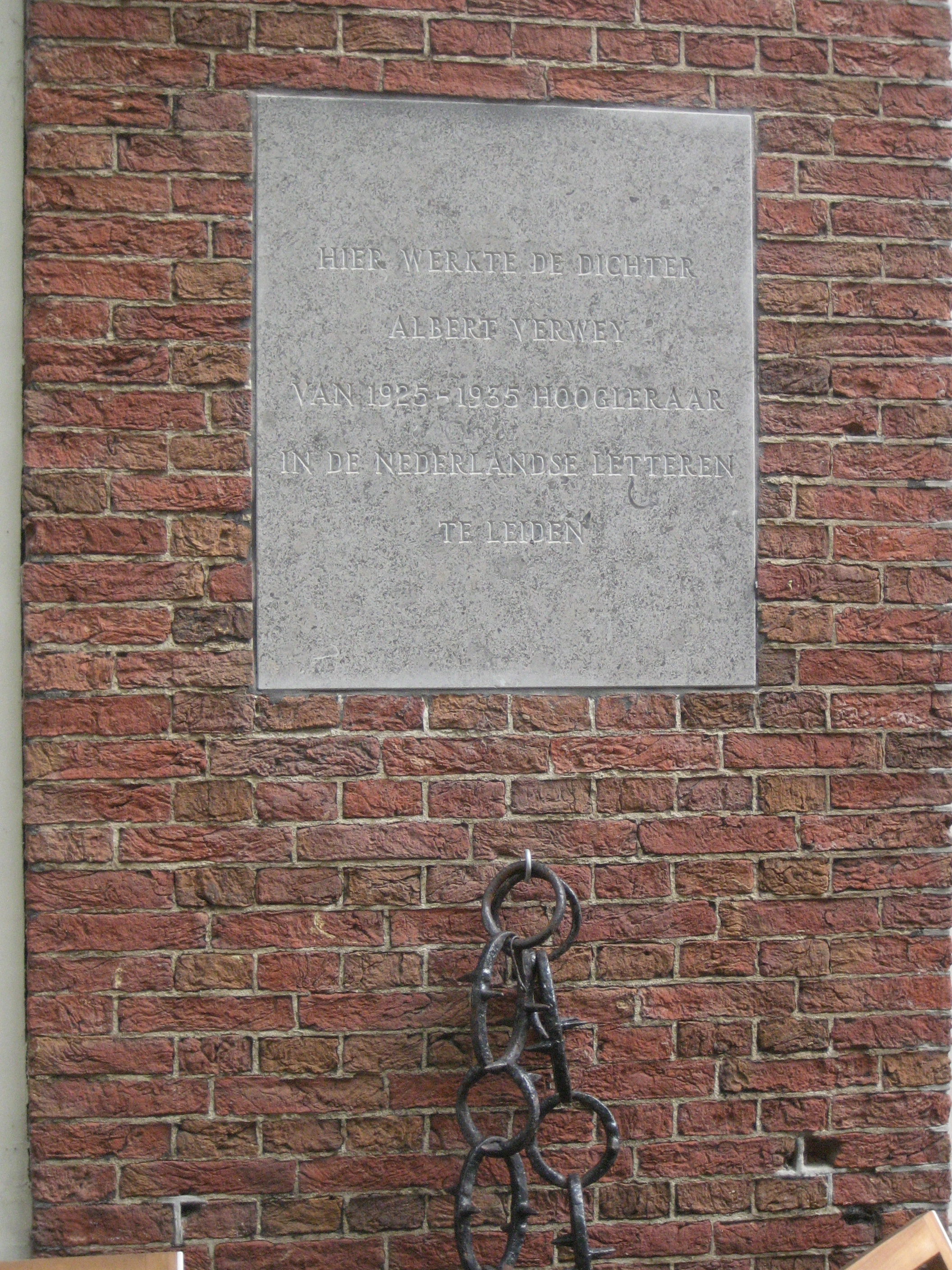
Herdenkingssteen voor Verwey in Leiden

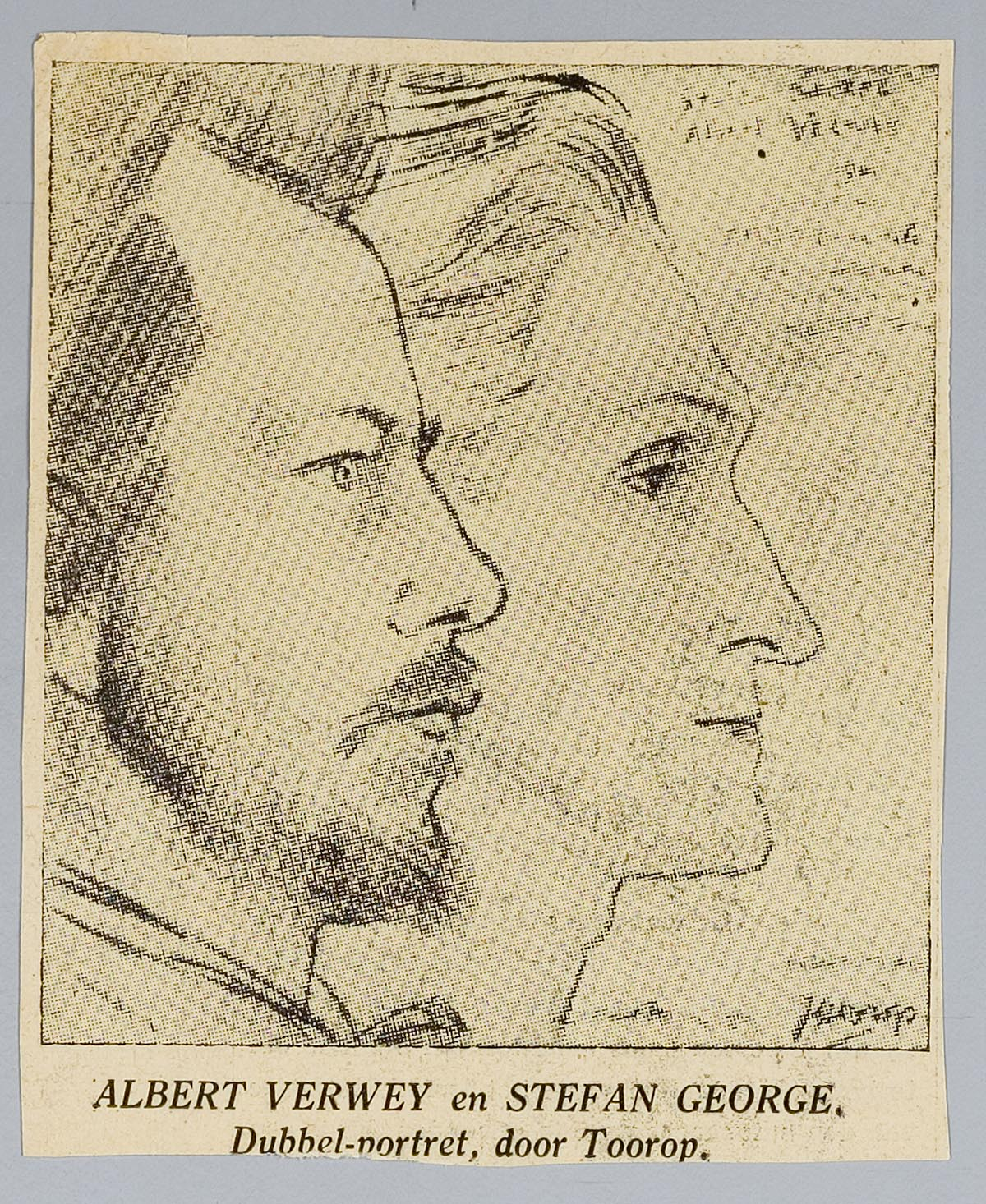
Verwey en Stefan George
(tekening Jan Toorop)

### Poëzie
- Persephone en andere gedichten. 's-Gravenhage: Rössing, 1885.
- Van het leven. Een gedicht in sonnetten door Albert Verwey. Amsterdam: Versluys, 1889.
- Verzamelde gedichten van Albert Verwey. Amsterdam: Versluys, 1889.
- Spaansche reis. z.p.: z.u., [1893].
- Aarde. Gedichten van Albert Verwey. Amsterdam: Scheltema & Holkema, 1896.
- De nieuwe tuin. Amsterdam: Versluys, 1898.
- Het brandende braambosch. Amsterdam: Versluys, 1899.
- De kristaltwijg. Amsterdam: Versluys, 1903.
- Het blank heelal. Amsterdam: Versluys, 1908.
- Het eigen rijk. 's-Gravenhage: De Zilverdistel, 1912.
- Het zichtbaar geheim. Amsterdam: Versluys, 1915.
- Het zwaardjaar. Amsterdam: Versluys, 1916.
- Goden en grenzen. Amsterdam: Versluys, 1920.
- De weg van het licht. Santpoort: Mees / Antwerpen: De Sikkel, 1922.
- De maker. Santpoort: Mees / Antwerpen: De Sikkel, 1924.
- De legende van de ruimte. Santpoort: Mees, 1926.
- De getilde last. Santpoort: Mees, 1927.
- De figuren van de sarkofaag. Santpoort: Mees, 1930.
- De ring van leed en geluk. Santpoort: Mees, 1932.
- Het lachende raadsel. Santpoort: Mees, 1935.
- De dichter en het derde rijk. Een gedicht. Santpoort: Mees, 1936.
- In de koorts van het kortstondige. Santpoort: Mees, 1936.
- Oorspronkelijk dichtwerk. Amsterdam: Querido / Santpoort: Mees, 1938.

### Beschouwingen, vertalingen e.d.
- Een inleiding tot Vondel. Amsterdam: Versluys, [1893].
- Stille toernooien. Amsterdam: Versluys, 1901.
- Het leven van Potgieter. Haarlem: Tjeenk Willink, 1903.
- Luide toernooien. Amsterdam: Versluys, 1903.
- De oude strijd. Amsterdam: Versluys, 1905.
- Inleiding tot de nieuwe Nederlandsche dichtkunst (1880-1900). Amsterdam: Maatschappij voor de goede en goedkoope lectuur, [1905].
- Leopold Andrian, De tuin van de openbaring. 1905-1906 / 1984 [met Stefan George ].
- Studies in Hölderlin. Amsterdam: Maas en Van Suchtelen, [1907].
- Hendrick Laurensz. Spieghel. Groningen [etc.]: J.B. Wolters, 1919.
- Poëzie in Europa. Vertaalde gedichten. Shelley, George, Hofmannsthal … Amsterdam: Versluys, 1920.
- Proza. Deel: I-IV 1921; V-VII 1922; VIII-X 1923. Amsterdam: Van Holkema & Warendorf / Querido.
- Dante Alighieri: De goddelijke komedie. Vertaling (uit het Italiaans) in terzinen door Albert Verwey. Haarlem: Tjeenk Willink, 1923.
- Shakespeares Sonnetten, nagedicht door Albert Verwey. Santpoort: Mees, 1933.
- Vondel: Volledige dichtwerken en oorspronkelijk proza. Verzorgd en ingeleid door Albert Verwey. Amsterdam: Becht, 1937.
- Frederik van Eeden. Santpoort: Mees, 1939.